# Kerry Lynch
Kerry Lynch (Denver, 31 luglio 1957) è un ex combinatista nordico statunitense.

## Biografia
Ottenne il primo risultato di rilievo in campo internazionale vincendo la classica di Holmenkollen nel 1983. In Coppa del Mondo esordì nella gara inaugurale del 17 dicembre 1983 a Seefeld in Tirol, subito ottenendo quella che sarebbe rimasta la sua unica vittoria in carriera
In carriera prese parte a due edizioni dei Giochi olimpici invernali, Lake Placid 1980 (18°) e Sarajevo 1984 (13°), e a una dei Campionati mondiali, Seefeld in Tirol 1985. In quell'occasione gli era stata inizialmente assegnata la medaglia d'argento nella gara individuale, poi revocata poiché dalle analisi del sangue fu riscontrato un ricorso al doping; fu quindi squalificato per due anni.

## Palmarès

### Coppa del Mondo
- Miglior piazzamento in classifica generale: 8º nel 1984
- 2 podi (entrambi individuali):
  - 1 vittoria
  - 1 secondo posto

#### Coppa del Mondo - vittorie
| Data             | Località         | Nazione | Trampolino      | Spec.       |
| ---------------- | ---------------- | ------- | --------------- | ----------- |
| 17 dicembre 1983 | Seefeld in Tirol | Austria | Toni Seelos K90 | IN NH/15 km |

Legenda:

IN = individuale Gundersen

NH = trampolino normale

### Campionati statunitensi
- 3 ori (nel 1981; nel 1983; nel 1986)[1]